# Grinnell, Kansas
Grinnell är en ort i Gove County i den amerikanska delstaten Kansas med en yta av 1,3 km² och en folkmängd, som uppgår till 329 invånare (2000).